# Johan Harmenberg
Johan Harmenberg (n. 8 septembrie 1954, Stockholm, Suedia) este un scrimer suedez, medaliat olimpic. A participat la o ediție a Jocurilor Olimpice (1980) în care a câștigat o medalie de aur.

## Participări
Lista de mai jos prezintă principalele competiții la care a participat Johan Harmenberg de-a lungul carierei.
- fencing at the 1980 Summer Olympics – men's épée[*]